# Romarchite
La romarchite è un minerale.